# Journal of the Asiatic Society of Bengal. Part 2. Natural History
Journal of the Asiatic Society of Bengal. Part 2. Natural History (abreviado J. Asiat. Soc. Bengal, Pt. 2, Nat. Hist.) fue una revista ilustrada con descripciones botánicas que fue editada en Calcuta (India) desde el año 1865 hasta 1915, publicándose los números 34 al 75. Fue precedida por Journal of the Asiatic Society of Bengal y reemplazada por Journal and Proceedings of the Asiatic Society of Bengal.